# X-42 Pop-Up Upper Stage
L'X-42 Pop-Up Upper Stage è un vettore sperimentale sacrificabile a propellente liquido progettato per portare carichi - secondo le fonti - di 900–1.800 kg oppure 2.000–4.000 kg in orbita.
Dovrebbe rendere più flessibili gli spazioplani militari, consentendo una più ampia gamma carichi utili.
I "pop-up upper stages" sono definiti come degli stadi missilistici che possono essere usati dagli RLV (stadi riutilizzabili) o dagli ELV (Expendable Launch Vehicles) per accelerare il loro carico fino all'orbita e/o per compiere manovre orbitali.
L'X-42 dovrebbe dimostrare la possibilità di abbattere i costi di trasferimento di carichi verso lo spazio attraverso un'evoluzione nei sistemi di propulsione e nei materiali di costruzione impiegati e le ricadute potranno beneficiare anche i settori civili e commerciali dell'astronautica.
Lo stato attuale di questo programma è sconosciuto, ed è possibile che sia stato soppresso.